# عقاب طلائی (فیلم ۱۳۴۹)
عقاب طلایی فیلمی به کارگردانی و نویسندگی کمال دانش محصول سال ۱۳۴۹ است.

## خلاصه داستان
رقاصه‌ای در صدد منحرف کردن جوان ورزشکاری برمی‌آید که در مکتب پدر ورزشکارش درستی و جوانمردی آموخته‌است…

## بازیگران
- فیروز
- لی‌لی
- هایک
- لیلا بهاران
- رضا بانکی
- مینا
- مرتضی حدیقی
- لیلا فروهر